# 3e corps d'armée (Vietnam du Sud)
Pour les articles homonymes, voir 3e corps d'armée.

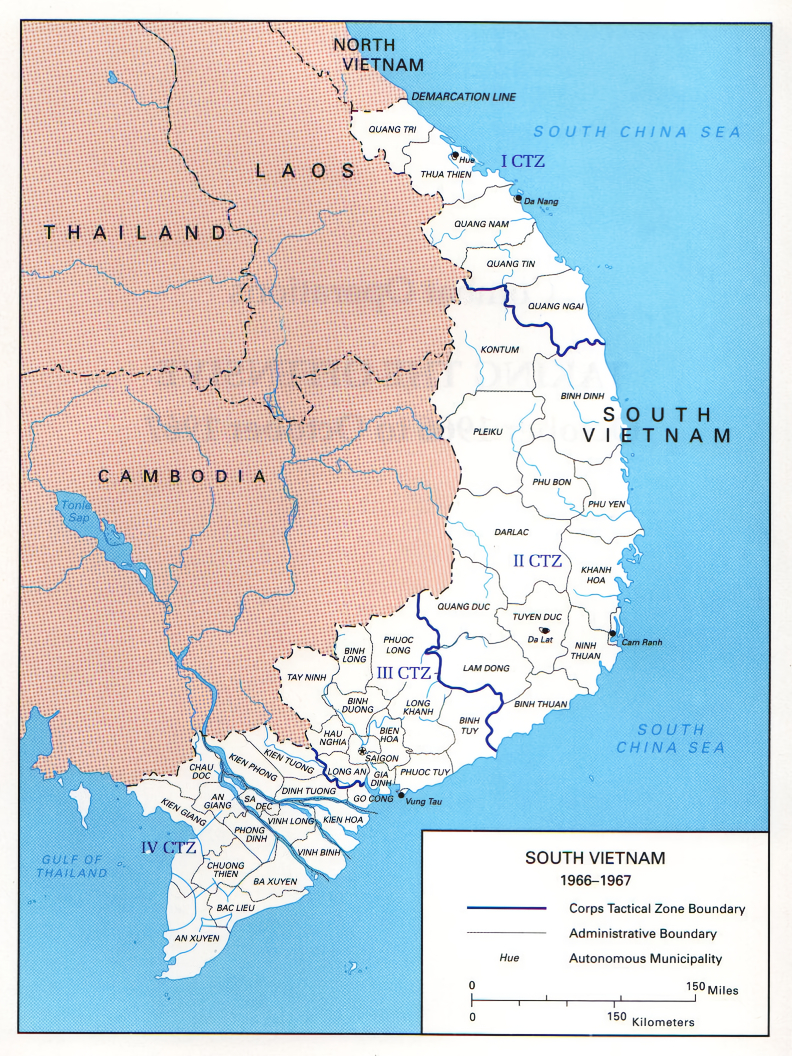
Carte décrivant les régions militaires du Sud-Vietnam, y compris la zone du III Corps/III CTZ.

Le 3e corps d'armée (en vietnamien : Quân đoàn III - en anglais : III Corps) était un corps de l'Armée de terre de la république du Viêt Nam (Army of the Republic of Vietnam - ARVN), branche des Forces armées de l'État-nation du Vietnam du Sud, organisé dans un mélange de marine, d'armée de terre et de force aérienne.
C'était le corps d'armée chargé de contrôler les provinces entourant la ville de Saigon, jouant ainsi un rôle très important pour la République du Vietnam. Fin avril 1975, après avoir neutralisé la ligne Xuan Loc, lArmée populaire du Vietnam et lArmée de libération sud-vietnamienne ont mené leur dernière opération majeure, écrasant les dernières forces du 3e corps d'armée défendant Saigon, mettant fin à la guerre du Vietnam.

## Histoire
Le prédécesseur de la 3e région tactique était la 1re région militaire, créée le 1er juillet 1952, qui est l'une des quatre régions militaires de l'armée nationale vietnamienne. La zone de contrôle de la 1re région militaire correspond à la partie sud du Vietnam, de Binh Thuan à Ca Mau. Le premier commandant fut le colonel Le Van Ty. La zone de la 1re région militaire est restée presque inchangée lors de l'ajustement de 1954.
Après la création officielle de la République du Vietnam le 26 octobre 1956, l'ensemble du territoire du Sud-Vietnam contrôlé par la République du Vietnam a été divisé en 6 régions militaires: 
- 1re région militaire (partie sud-est),
- 2e région militaire (région centrale),
- 3e région militaire (Kontum, Pleiku, Binh Dinh, Phu Yen),
- 4e région militaire (sud des hauts plateaux du centre et sud de la côte centrale),
- 5e région militaire (région sud-ouest),
- région militaire de la capitale (Saigon, Gia Dinh, Long An) .

La superficie de la 1er région militaire (ancienne) est divisée en 3 parties dont la 
- 1re région militaire (nouvelle) (comprenant les provinces de Gia Dinh, Phuoc Long, Binh Tuy, Binh Duong, Bien Hoa, Tay Ninh, Phuoc Tuy, Long Khanh, Binh Long),
- 5e région militaire (incluant les provinces de Long An, Kien Tuong, Kien Phong, Dinh Tuong, Kien Hoa, Vinh Long, Vinh Binh, An Giang, Phong Dinh, Ba Xuyen, Kien Giang, An Xuyen, région de Dac Con Son)
- région militaire de la capitale (Saigon)[3].

Cependant, ce n'est que le 14 février 1957 que le général Le Van Ty, chef d'état-major général des forces armées de la République du Vietnam, signe l'arrêté officiel n° 146/TTM/VP nommant les commandants des 3 régions militaires mentionnées ci-dessus, parmi lesquels : 
- le lieutenant-général Duong Van Minh, commandant de la région militaire de la capitale ;
- Le colonel Nguyen Van Y[4], commandant de la 1re région militaire,
- Le colonel Nguyen Van La, Commandant de la 5e région militaire.

Le lieutenant-général Duong Van Minh occupe simultanément le poste de commandant des trois régions militaires ci-dessus.

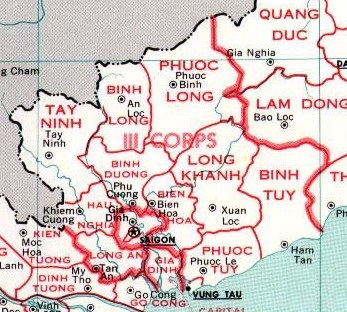
Carte de la zone tactique du 3e corps d'armée.

Le commandement du 3e corps d'armée a été temporairement créé le 1er mars 1959 à Bien Hoa avec le lieutenant-général Thai Quang Hoang comme premier commandant. À la mi-avril, il est également devenu commandant de la région militaire de la capitale, en remplacement du général Duong Van Minh, secrétaire général de la Défense nationale. Plus d'un an plus tard, le 3e corps d'armée a été officiellement créé le 20 mai 1960, avec le noyau de la 5e division, de la 7e division et de la 21e division d'infanterie.
Le 1er juin 1961, le président Diem a publié un décret visant à réformer les régions militaires en régions tactiques, par lequel les 1re et 5e région militaire ont été fusionnées pour former la 3e région tactique. La région militaire de la capitale a été transformée en région spéciale de la capitale, élargissant la zone pour inclure la province de Gia Dinh, appartenant à la 3e région tactique. La province de Con Son a été séparée et subordonnée au commandement de la marine Dès lors, le corps eut le titre combiné de 3e corps d'armée et de 3e région tactique.
Le territoire de la  3e région tactique est organisé en Zones Tactiques :
- Zone tactique orientale : comprend les provinces de Bien Hoa, Phuoc Tuy, Binh Tuy, Long Khanh, Phuoc Long, Binh Long, Binh Duong, Tay Ninh, Phuoc Thanh.
- Zone tactique de Tien Giang : comprend les provinces de Long An, Kien Tuong, Kien Phong, Dinh Tuong et Kien Hoa.
- Zone tactique de Hau Giang : comprend les provinces de Vinh Long, Vinh Binh, An Giang, Phong Dinh, Ba Xuyen, Kien Giang, An Xuyen.

Chaque zone tactique est la zone opérationnelle d'une division. Les provinces sont également organisées militairement en sous-régions tactiques, dirigées par un officier ayant le grade de colonel ou de lieutenant-colonel portant le titre de gouverneur provincial (ou maire) et chef de sous-région, commandant et contrôlant directement la province. unités et sous-régions (y compris les pelotons d'insurgés). Le nombre de troupes de chaque sous-région est équivalent au nombre d'un à deux régiments d'infanterie mais en termes d'équipement n'est pas égal aux unités principales. C’est pourquoi, si nécessaire, nous recevrons le soutien des divisions d’infanterie. Ainsi, lors de la coordination des opérations, le Chef de Sous-Région est sous l’autorité du Commandant de Division.
Le territoire de la 3e région tactique correspondait à cette époque à une vaste zone comprenant les parties est et sud-ouest, provoquant de nombreuses difficultés dans le contrôle de la zone. En raison de la nécessité de disposer de plus d'unités principales pour soutenir et partager la zone d'opérations, le président Ngo Dinh Diem a décidé de créer la 9e division d'infanterie le 1er janvier 1962 et la 25e division d'infanterie le 1er janvier 1962. Le 1er janvier 1963, date à laquelle le 4e corps d'armée et la 4e région tactique sont constitués à partir du territoire sud-ouest, avec le noyau des 7e, 9e et 21e division. Le territoire de responsabilité du 3e corps d'armée et de 3e région tactique est composé de seulement 11 provinces et d'une zone spéciale dans la région Sud-Est, organisée en 3 zones tactiques : 
- Zone tactique 31 (comprenant les provinces de Tay Ninh, Hau Nghia, Long An),
- Zone tactique 32 (y compris les provinces de Binh Long, Phuoc Long, Binh Duong) et
- Zone tactique 33 (y compris les provinces de Long Khanh, Binh Tuy, Phuoc Tuy, Bien Hoa, zone spéciale de la capitale).

### Coup d’État et anti-coup d’État
En raison de son rôle extrêmement important, consistant à protéger le quartier général du gouvernement de la République du Vietnam, le 3e corps d'armée est considéré comme une clé importante qui détermine le succès ou l'échec des coups d'État. Par conséquent, lorsque le coup d’État de 1960 a éclaté, les commandants du coup d'État ont immédiatement arrêté le général Thai Quang Hoang, neutralisant ainsi le commandement du 3e corps d'armée et la région militaire de la capitale. Bien que plus tard, les forces du corps ont automatiquement organisé une contre-attaque et vaincu l'armée putschiste, le président Diem a toujours accusé le général Thai Quang Hoang de ne pas avoir suffisamment de capacité pour réagir au coup d'État, il l'a donc transféré au poste de commandant de l'Université militaire et simultanément le commandant du gouvernorat de Da Lat.
Depuis la mutinerie de 1962, le président Ngo Dinh Diem et le conseiller Ngo Dinh Nhu ont nommé le général Ton That Dinh, un jeune général prétendument loyal, au poste de commandant et gouverneur du 3e corps d'armée, la capitale de Saigon, et en même temps chargé de jouer un rôle important dans le plan anti-coup d'État si un coup d'État éclate à nouveau. Cependant, le général Dinh a rapidement changé et s'est rangé du côté du groupe putschiste, devenant l'un des membres clés lorsque le coup d'État a éclaté et s'est terminé par la mort tragique du président Diem et du conseiller Nhu.
Moins de trois mois plus tard, une « rectification » menée par le général Nguyen Khanh, menée avec la participation du nouveau commandant du 3e corps d'armée, Tran Thien Khiem, a supprimé le pouvoir des généraux clés du coup d'État. Avant cela, elle a ouvert la voie au général Nguyen Khanh. Khanh arrive au pouvoir et la période du chaos général. Le 1er juillet 1970, la 3e région tactique a été rebaptisée 3e région militaire.

### Le début et la fin de la défaite ultime
Le quartier général du commandement du 3e corps d'armée est situé à Bien Hoa. Après 1975, ce lieu fut réquisitionné comme quartier général du commandement militaire de la province de Dong Nai.

## Organisation
Etat-major organisationnel du 3e corps d'armée au début de 1975 :
Quartier général
- État-major
- Département de la sécurité militaire
- Division 1, Directeur général
- Division 2, Renseignement
- Division 3 Opérations
- Commandement de la logistique
- Commandement de l’artillerie

Unités de combat affiliées
- 5e division d’infanterie : responsabilité des provinces de Binh Duong, Binh Long et Phuoc Long
- 18e division d’infanterie : responsabilité  dans les provinces de Bien Hoa, Binh Tuy, Gia Dinh, Long Khanh, Phuoc Tuy et Zone spéciale de Vung Tau
- 25e division d’infanterie : responsabilité des provinces de Hau Nghia, Long An et Tay Ninh.
- Troupes locales et insurgés : responsabilité dans la zone de chaque sous-région[8].

Unités de combat combinées
- 3e division de l'armée de l'air
- 5e division de l'armée de l'air
- 3e région maritime côtière
- 3e région maritime rivière
- Région maritime de la capitale
- 3e brigade de cavalerie
- Artillerie de la 3e région militaire
- 81e bataillon de commandos aéroportés
- Rangers de l'armée (groupe 31, 32, 33)
- Force de Rangers de la Réserve générale (groupe 4, 6, 7, 8, 9)

Sous-régions et sous-zones spéciales
- Sous-région de Bien Hoa : Sous-zones (districts) de Cong Thanh, Di An, Duc Tu, Long Thanh, Nhon Trach, Tan Uyen et la zone principale de la ville de Bien Hoa
- Sous-région de Binh Duong : sous-zones de Ben Cat, Chau Thanh, Lai Thieu, Phu Hoa, Phu Giao, Tri Tam et la ville de Phu Cuong.
- Sous-région de Binh Long : sous-zones d'An Loc, Chon Thanh, Loc Ninh et sous-zone d'An Loc Town
- Sous-région de Binh Tuy : sous-zones de Ham Tan, Hoai Duc, Tanh Linh et Ham Tan Town
- Sous-région de Gia Dinh : sous-zones de Binh Chanh, Can Gio, Go Vap, Hoc Mon, Nha Be, Quang Xuyen, Tan Binh, Thu Duc et sous-zone de la ville de Gia Dinh.
- Sous-région de Hau Nghia : sous-zones de Cu Chi, Duc Hoa, Duc Hue, Trang Bang et sous-zone de la ville de Khiem Cuong
- Sous-région de Long An : sous-zones de Ben Luc, Can Duoc, Can Giuoc, Chau Thanh, Rach Kien, Tan Tru, Thu Thua et Tan An Town.
- Sous-région de Long Khanh : sous-zones de Dinh Quan, Tiet Tan, Xuan Loc et sous-zone de la ville de Xuan Loc
- Sous-région de Phuoc Long : sous-zones de Bo Duc, Don Luan, Duc Phong, Phuoc Binh et sous-zone de la ville de Phuoc Binh
- Sous-région de Phuoc Tuy : sous-zones de Dat Do, Duc Thanh, Long Dien, Long Le, Xuyen Moc et sous-zone de Phuoc Le Town
- Sous-région  de Tay Ninh : sous-zones de Hieu Thien, Khiem Hanh, Phu Khuong, Phu Ninh et sous-zone de la ville de Tay Ninh.
- Zone spéciale de Vung Tau : principalement la ville de Vung Tau (1er district)

## Commandants du 3ecorps d'armée
| N° | Nom complet                                     | Grade                                                  | Durée du mandat  | Commentaires |
| -- | ----------------------------------------------- | ------------------------------------------------------ | ---------------- | --- |
| 1  | Thái Quang Hoàng                                | Lieutenant général                                     | 3/1959-10/1959   | Dernière fonction: Ambassadeur de la République du Vietnam en Thaïlande (1965)                                         |
| 2  | Nguyễn Ngọc Lễ                                  | Lieutenant général (1956)                              | 10/1959-5/1961   | Dernière fonction: Juge en chef du Tribunal militaire du front de Saigon (1964)                                        |
| 3  | Lê Văn Nghiêm                                   | Général de division (1955)                             | 5/1961-12/1962   | Dernière fonction: Lieutenant général, Directeur du Département de la mobilisation du Ministère de la Défense (1965)   |
| 4  | Tôn Thất Đính                                   | Général de division (1958) Lieutenant général (1963)   | 12/1962-1/1964   | Dernière fonction: sénateur (1967-1975)                                                                                |
| 5  | Trần Thiện Khiêm                                | Lieutenant général (1963)                              | 1/1964-2/1964    | Dernière fonction: Premier ministre de la République du Vietnam (1969-1975)                                            |
| 6  | Lâm Văn Phát                                    | Général de division (1963)                             | 2/1964-4/1964    | Dernière fonction: Lieutenant général, commandant du détachement de la capitale (1975)                                 |
| 7  | Trần Ngọc Tám                                   | Général de division (1958) Lieutenant général (4/1964) | 4/1964-10/1964   | Dernière fonction: Ambassadeur de la République du Vietnam en Thaïlande (1972-1974)                                    |
| 8  | Cao Văn Viên Võ bị Địa phương Cap Saint Jacques | Général de division (3/1964)                           | 10/1964-10/1965  | Dernière fonction: Général (1967), chef d’état-major général des forces armées de la République du Vietnam (1965-1975) |
| 9  | Nguyễn Bảo Trị Võ khoa Nam Định                 | Général de division                                    | 10/1965-6/1966   | Dernière fonction: Lieutenant général, Directeur général du Département général de la formation militaire              |
| 10 | Lê Nguyên Khang Võ khoa Nam Định                | Général de division (1965)                             | 6/1966-8/1968    | Dernier fonction: Lieutenant général, Assistant du chef d’état-major général, Opérations                               |
| 11 | Đỗ Cao Trí Võ bị Nước Ngọt Vũng Tàu             | Lieutenant général (1963)                              | 8/1968-2/1971    | Accident d’hélicoptère le 23 février 2. Promu général à titre posthume                                                 |
| 12 | Nguyễn Văn Minh                                 | Général de division (1968) Lieutenant général (1972)   | 2/1971-10/1973   | Dernière fonction: Lieutenant général, commandant du détachement de la capitale                                        |
| 13 | Phạm Quốc Thuần                                 | Lieutenant général (1971)                              | 10/1973-10/1974  | Dernière fonction: Commandant de l’école des sous-officiers de l’empereur Dong                                         |
| 14 | Dư Quốc Đống                                    | Lieutenant général (1970)                              | 10/1974-1/1975   | Dernier fonction: Assistant du chef d’état-major général                                                               |
| 15 | Nguyễn Văn Toàn                                 | Lieutenant général (1974)                              | 1/1975-30/4/1975 | Dernier commandant |

## Unités

5e division d’infanterie
18e division d’infanterie
25e division d’infanterie
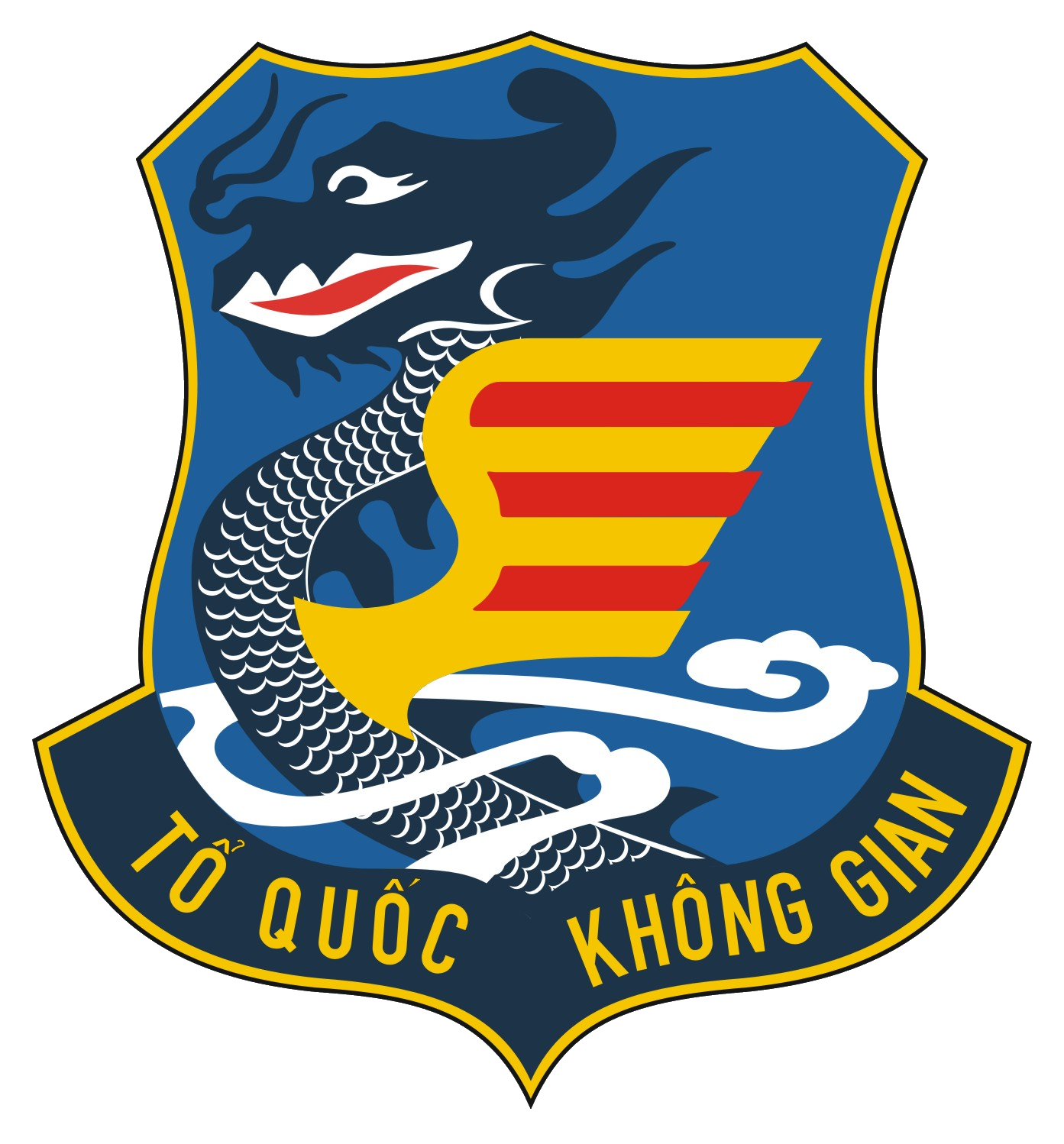
3e division aérienne
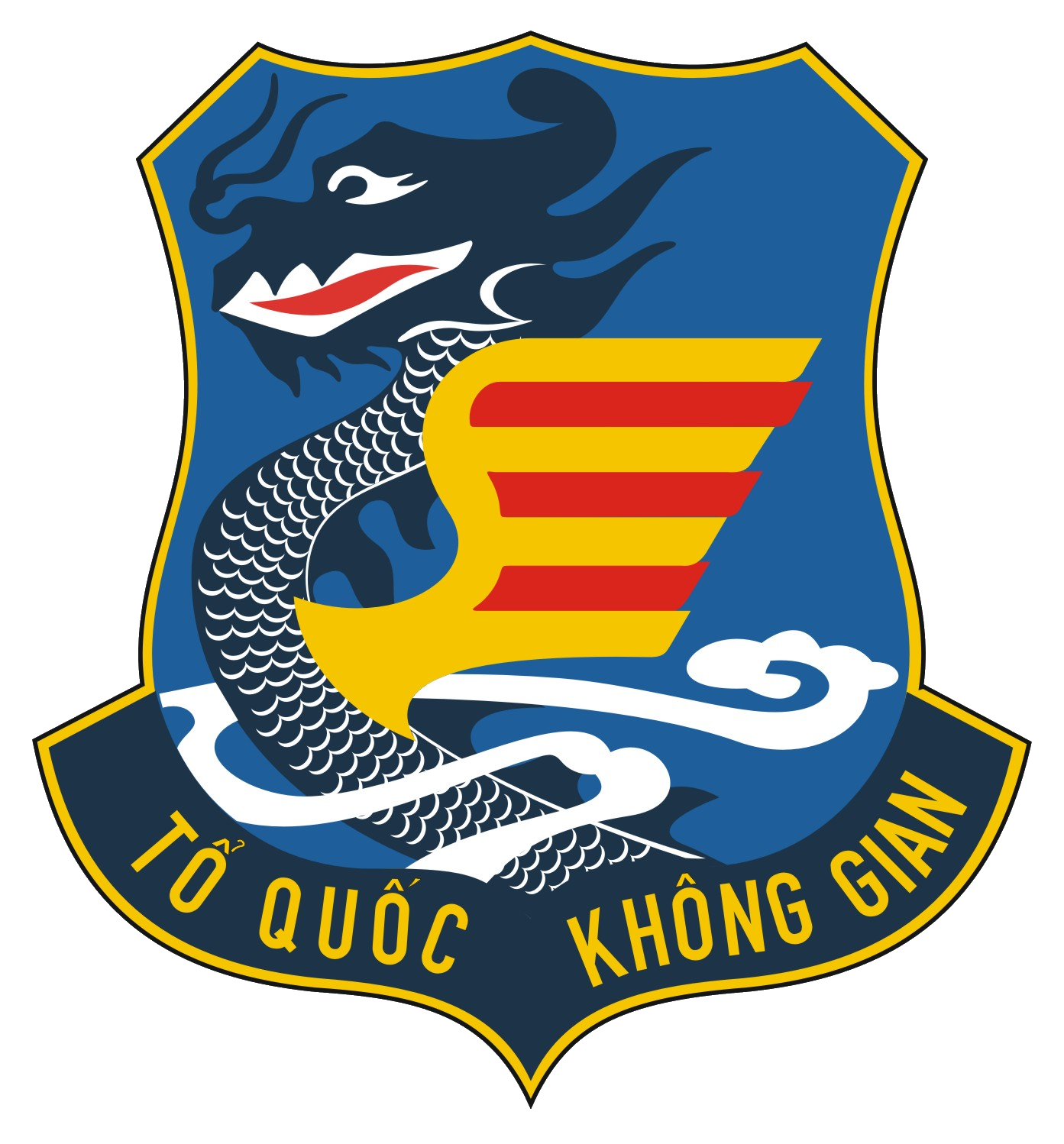
5e division aérienne
3e région maritime côtière
3e région maritime rivière
Détachement maritime de la capitale
Rangers de la 3e région militaire
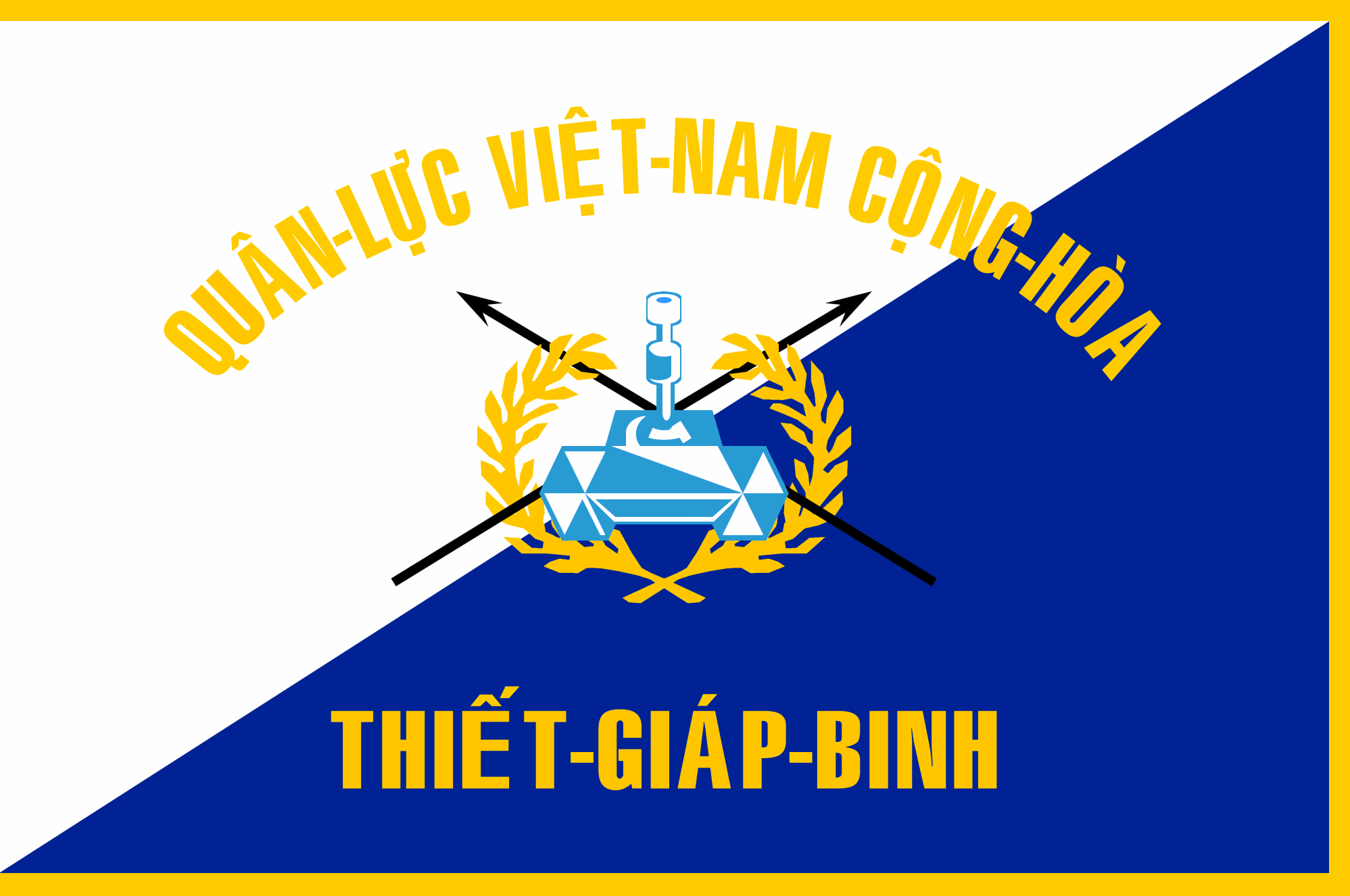
3e brigade de cavalerie
Artillerie du 3e district militaire
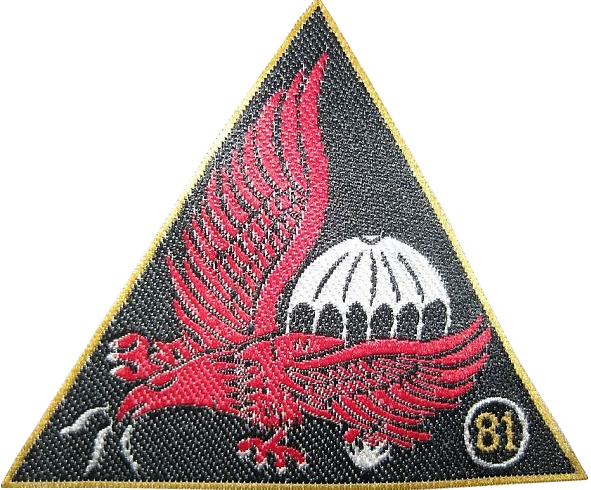
81e bataillon de commandos aéroportés
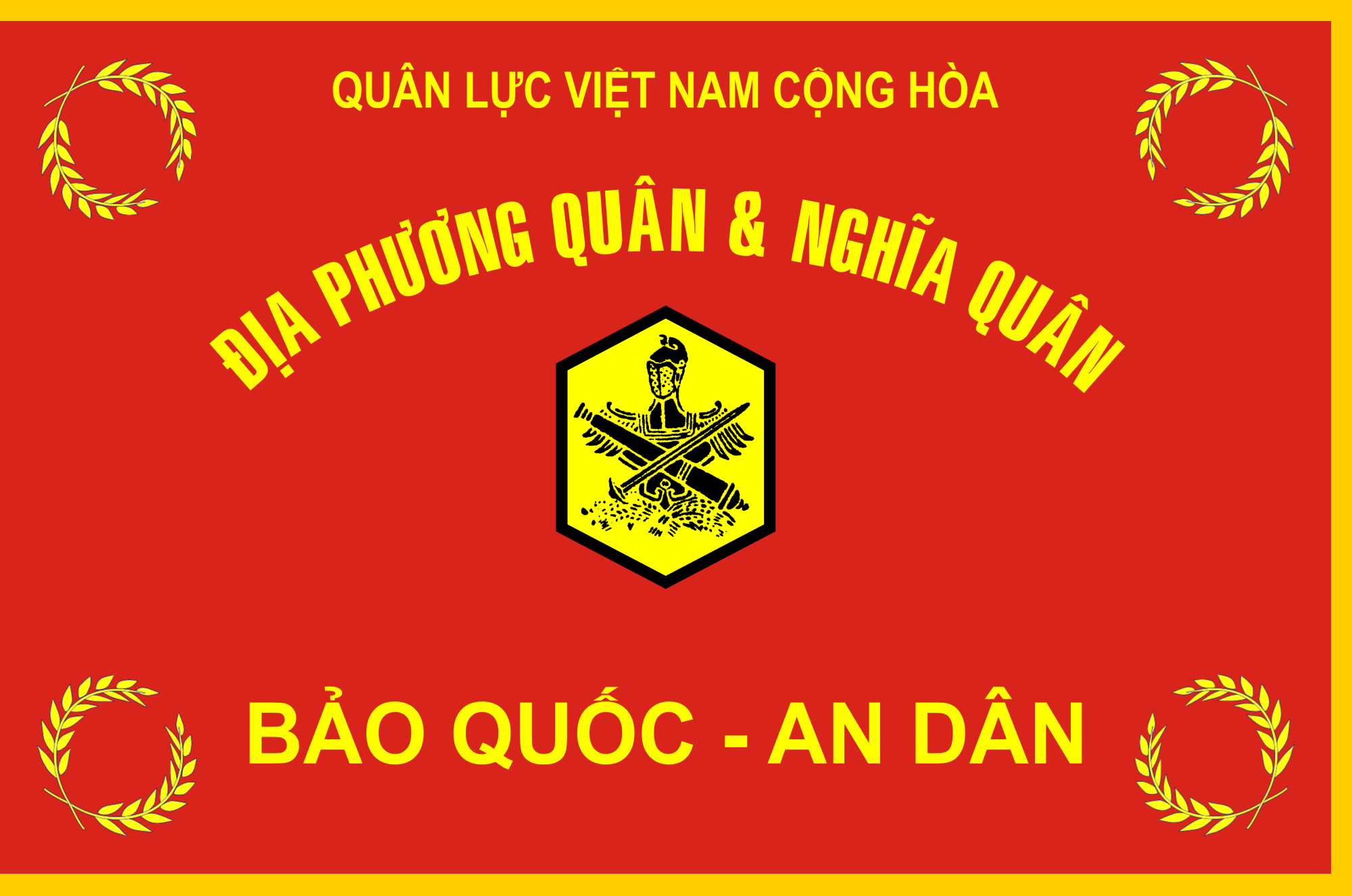
Troupes locales et insurgés

## Source
- (en) Cet article est partiellement ou en totalité issu de l’article de Wikipédia en anglais intitulé « III Corps (South Vietnam) » (voir la liste des auteurs).
- (vi) Cet article est partiellement ou en totalité issu de l’article de Wikipédia en vietnamien intitulé « Quân đoàn III (Việt Nam Cộng hòa) » (voir la liste des auteurs).